# Префектура Хіого
Хіого (яп. 兵庫県, ひょうごけん, МФА: [çoːgo keɴ]?) — префектура в Японії, в регіоні Кінкі.  Розташована в західній частині острова Хонсю, між Японським і Внутрішнім Японським морями. Адміністративний центр префектури — Кобе. Межує з префектурами Осака, Кіото, Тотторі та Окаяма, а також Каґава, Токусіма та Вакаяма по морю. Заснована 1868 року на основі провінцій Харіма, Тадзіма, Авадзі, частини провінцій Сеццу та Тамба. Площа становить 8396,13 км². Станом на 1 серпня 2011 року в префектурі мешкало 5 583 910 осіб. Густота населення складала 665 осіб/км². Основою економіки є важка промисловість, машинобудування, комерція і туризм. У префектурі розташований замок Хімедзі, об'єкт Світової спадщини ЮНЕСКО.

## Міста
У префектурі є 29 міст:
- Айой
- Акаші
- Ако
- Амагасакі
- Асаґо
- Ашія
- Авадзі
- Ітамі
- Какоґава
- Кайсай
- Като
- Каваніші
- Кобе (адміністративний центр префектури)
- Мікі
- Мінамі-Авадзі
- Нішіномія
- Ніші-Вакі
- Оно
- Санда
- Сасаяма
- Сісо
- Сумото
- Такарадзука
- Такасаґо
- Тамба
- Тацуно
- Тойоока
- Хімедзі
- Ябу

## Транспорт
- Міжнародний аеропорт Осака (Ітамі)

## Різне
- 6879 Хіого — астероїд, названий на честь території[3].